# 并基角毛藻
并基角毛藻(学名：Chaetoceros decipiens)是角毛藻属的一种硅藻。呈矩形的细胞内含有多个色素体，壳面呈椭圆形，有辐射状状肋纹，肋纹之间散布孔纹,链端壳面有一个中央唇形突。相邻角毛基部有或长或短的并行融合，其名正是来自于此。常聚集成直链状。